# След в океане
«След в океане» — советский художественный фильм режиссёра Олега Николаевского, снятый на Свердловской киностудии в 1964 году.

## Сюжет
В советских территориальных водах, в бухте одного острова (в качестве натуры использовался Крым) проходят испытания газовой смеси для подводных дыхательных аппаратов. Её использование должно позволить водолазам безопасно достигать глубин в сотни метров.
В испытаниях принимают участие изобретатель газовой смеси Сретенский, доктор Кушля, капитан второго ранга Игорь Белогуров и лучшие водолазы собранные со всех флотов ВМФ СССР.
Об испытаниях становится известно разведке неназванного государства.
На базу, где проводятся испытания, под видом аспирантки Балашовой, агента этой разведки, разоблаченной к тому времени советской контрразведкой, прибывает старший лейтенант госбезопасности Людмила Скуратова.
Она выходит на другого агента, аквалангиста, действующего с иностранной шхуны, курсирующей в нейтральных водах.
Кроме него, в операции участвует штурман Ельцов, ещё один агент той же разведки. Располагая фотографией подлинной Балашовой, при виде Скуратовой он догадывается о подмене и пытается убить её.
В отличие от него аквалангист, обменявшись со Скуратовой парольными знаками (об использовании которых ей пришлось догадываться на ходу), уверен, что имеет дело с подлинной Балашовой. С ней и с данными, полученными, как он полагает, ею, он собирается переправиться на шхуну, захватив к тому же изобретателя Сретенского.
По рации смотрителя маяка Павла Кузьмича, следуя подсказке мнимой Балашовой, аквалангист договаривается о находящемся в советских территориальных водах месте и времени встречи с иностранной шхуной.
Затем аквалангист хочет застрелить старшину Виктора Кондратьева, зашедшего в домик смотрителя во время его работы на рации. Предотвращая убийство, в него стреляет Скуратова (всего она спасает Кондратьева три раза).
По той же рации она сообщает на советский пограничный корабль координаты шхуны, что позволяет её захватить.
Виктор Кондратьев, поняв, невольным участником чего он стал, задерживает Ельцова, оказавшего отчаянное сопротивление.
Таким образом, благодаря Людмиле Скуратовой не только была сорвана операция иностранной разведки, но и были обезврежены все её непосредственные участники.
Возвратившись в Москву, старший лейтенант госбезопасности Людмила Скуратова докладывает о выполнении задания.
Последний эпизод фильма — её лицо, показанное крупным планом, что позволяет зрителям понять, что она должна была пережить за это время.

## В ролях

Кадр из фильма

- Ада Шереметьева — Людмила Скуратова («Кира Сергеевна Балашова»)
- Юрий Дедович — Виктор Павлович Кондратьев, главстаршина
- Евгений Весник — Иван Прокофьевич Ельцов, штурман
- Даниил Нетребин — Павел Кузьмич Никонов, смотритель маяка
- Павел Махотин — Игорь Белогуров, капитан второго ранга
- Игорь Сретенский — Евгений Иванович Сретенский, изобретатель
- Геннадий Нилов — Валерий Андреевич Кушля, врач
- Владимир Протасенко — Степан Рудько, старшина второй статьи
- Улдис Ваздикс — Гунар Калныньш, старшина второй статьи
- Валерий Величко — Владимир Давыдычев, курсант
- Виктор Уральский — Максим Земнов, мичман
- Михаил Орлов — агент иностранной разведки, аквалангист
- Николай Савицкий — пограничник
- Павел Роддэ — Иван Осипович, капитан судна, на котором прибыли Скуратова и Ельцов

## Съёмочная группа
- Авторы сценария: Борис Васильев, Кирилл Рапопорт
- Режиссёр-постановщик: Олег Николаевский
- Оператор-постановщик: Иван Артюхов
- Композитор: Лев Степанов
- Художник-постановщик: Д. Кудрин
- Звукооператор: Б. Глеков
- Режиссёр: А. Ильин
- Художник по костюмам: В. Кочеткова
- Художник-гримёр: М. Ярушникова
- Монтажёр: Л. Чузо
- Редактор: О. Хомяков
- Подводные съёмки: О. Лебедев
- Комбинированные съёмки: С. Кисель, А. Кампф
- Ассистенты режиссёра: Б. Урецкий, Т. Костина
- Ассистенты оператора: В. Сычёв, А. Шарябин
- Консультанты: И. Горелов, В. Соколов, С. Сонин
- Директор: А. Кузнецова